# Revista de Drept penal și știință penitenciară

Revista de Drept penal și știință penitenciară a apărut în perioada 1921-1947, ca Organ al Cercului de studii Penale, penitenciare și al direcțiunii generale a penitenciarelor, după cum se preciza în subtitlu.
Revista a luat naștere din fuzionarea publicațiilor Revista Penală și Revista Penitenciară.
Directorul publicației Revista de Drept penal și știință penitenciară a fost Vespasian Pella, alături de Iulian Teodorescu, iar începând cu nr.8-9/1936, alături de Ioan Ionescu-Dolj.
În perioada 1927-1943, revista a fost tipărită la Tipografia și legătoria închisorii centrale "Văcărești".